# Égriselles-le-Bocage
Égriselles-le-Bocage és un municipi francès, situat al departament del Yonne i a la regió de Borgonya - Franc Comtat. L'any 2007 tenia 1.209 habitants.

## Demografia

### Població
El 2007 la població de fet d'Égriselles-le-Bocage era de 1.209 persones. Hi havia 483 famílies, de les quals 122 eren unipersonals (61 homes vivint sols i 61 dones vivint soles), 178 parelles sense fills, 162 parelles amb fills i 21 famílies monoparentals amb fills.
La població ha evolucionat segons el següent gràfic:
Habitants censats

### Habitatges
El 2007 hi havia 814 habitatges, 501 eren l'habitatge principal de la família, 291 eren segones residències i 21 estaven desocupats. 541 eren cases i 25 eren apartaments. Dels 501 habitatges principals, 415 estaven ocupats pels seus propietaris, 74 estaven llogats i ocupats pels llogaters i 12 estaven cedits a títol gratuït; 9 tenien una cambra, 36 en tenien dues, 147 en tenien tres, 133 en tenien quatre i 176 en tenien cinc o més. 407 habitatges disposaven pel capbaix d'una plaça de pàrquing. A 241 habitatges hi havia un automòbil i a 225 n'hi havia dos o més.

### Piràmide de població
La piràmide de població per edats i sexe el 2009 era:
| Homes | Edats   | Dones |
| ----- | ------- | ----- |
| 0     | 95 o +  | 0     |
| 4     | 90 a 94 | 4     |
| 4     | 85 a 89 | 16    |
| 8     | 80 a 84 | 16    |
| 24    | 75 a 79 | 20    |
| 12    | 70 a 74 | 28    |
| 60    | 65 a 69 | 28    |
| 16    | 60 a 64 | 36    |
| 16    | 55 a 59 | 12    |
| 36    | 50 a 54 | 52    |
| 52    | 45 a 49 | 24    |
| 40    | 40 a 44 | 32    |
| 20    | 35 a 39 | 56    |
| 16    | 30 a 34 | 32    |
| 24    | 25 a 29 | 12    |
| 8     | 20 a 24 | 28    |
| 40    | 15 a 19 | 36    |
| 36    | 10 a 14 | 24    |
| 36    | 5 a 9   | 20    |
| 24    | 0 a 4   | 32    |

## Economia
El 2007 la població en edat de treballar era de 748 persones, 557 eren actives i 191 eren inactives. De les 557 persones actives 493 estaven ocupades (271 homes i 222 dones) i 63 estaven aturades (33 homes i 30 dones). De les 191 persones inactives 75 estaven jubilades, 51 estaven estudiant i 65 estaven classificades com a «altres inactius».

### Ingressos
El 2009 a Égriselles-le-Bocage hi havia 552 unitats fiscals que integraven 1.260 persones, la mediana anual d'ingressos fiscals per persona era de 18.647,5 €.

### Activitats econòmiques
Dels 45 establiments que hi havia el 2007, 1 era d'una empresa alimentària, 2 d'empreses de fabricació d'altres productes industrials, 14 d'empreses de construcció, 8 d'empreses de comerç i reparació d'automòbils, 2 d'empreses de transport, 2 d'empreses d'hostatgeria i restauració, 2 d'empreses d'informació i comunicació, 2 d'empreses immobiliàries, 4 d'empreses de serveis, 2 d'entitats de l'administració pública i 6 d'empreses classificades com a «altres activitats de serveis».
Dels 20 establiments de servei als particulars que hi havia el 2009, 1 era una oficina de correu, 1 taller de reparació d'automòbils i de material agrícola, 5 paletes, 1 guixaire pintor, 3 fusteries, 1 lampisteria, 2 electricistes, 1 empresa de construcció, 1 perruqueria, 2 restaurants i 2 agències immobiliàries.
Dels 3 establiments comercials que hi havia el 2009, 1 era una botiga de menys de 120 m², 1 una fleca i 1 una llibreria.
L'any 2000 a Égriselles-le-Bocage hi havia 21 explotacions agrícoles que ocupaven un total de 714 hectàrees.

## Equipaments sanitaris i escolars
L'únic equipament sanitari que hi havia el 2009 era una farmàcia.
El 2009 hi havia 1 escola maternal integrada dins d'un grup escolar amb les comunes properes formant una escola dispersa i 1 escola elemental integrada dins d'un grup escolar amb les comunes properes formant una escola dispersa.

## Poblacions més properes
El següent diagrama mostra les poblacions més properes.